# Podul Măcelarilor din Ljubljana
Podul Măcelarilor (în slovenă Mesarski most) este un pod pietonal care traversează râul Ljubljanica⁠(d) în orașul Ljubljana, capitala Sloveniei. El face legătura între Piața Centrală a orașului și Splaiul Petkovšek (Petkovškovo nabrežje). A făcut parte alături de podurile Gruberjev și Čevljarski dintr-un proiect de refacere a malurilor râului Ljubljanica. Podul a fost inaugurat solemn pe 10 iulie 2010.
Ideea originală a construirii unui pod în acest loc a fost exprimată în anii 1930 de arhitectul Jože Plečnik. Podul modern, care este mult mai simplu decât în proiectul original, are câteva trepte la intrarea stângă de pe Splaiul Petkovšek, podele din sticlă în părțile laterale și două balustrade cu cabluri de oțel și polițe largi în partea superioară. El a fost proiectat de Jurij Kobe de la biroul ATELIERarhitekti și este decorat cu lucrări ale sculptorului Jakov Brdar.

## Istorie
Construirea unui pod cu acest nume, Podul Măcelarilor, a fost planificată încă de la sfârșitul anilor 1930 de arhitectul sloven Jože Plečnik. Potrivit planurilor sale, podul urma să fie o structură acoperită și să reprezinte o continuare a Pieței Centrale din Ljubljana, care fusese proiectată de Plečnik și construită în perioada 1940–1942 în Piața Vodnik de compania lui Matko Curk. Cu toate acestea, planul inițial al lui Plečnik nu a mai fost pus în aplicare din cauza izbucnirii celui de-al Doilea Război Mondial. Timp de peste cincizeci de ani, un loc gol în mijlocul Pieței Centrale din Ljubljana a marcat locul unde urma să fie construit podul.
În anii 1990, odată cu proclamarea independenței Sloveniei, au fost avansate primele propuneri de construire a podului și astfel de finalizare a proiectului lui Plečnik. În această perioadă s-au iscat controverse profesionale între istoricii de artă și arhitecți: unii specialiști au propus ca podul să fie construit conform planurilor originale, în timp ce alții au sugerat construirea unui pod modern. Propunerile specialiștilor nu s-au materializat însă din cauza lipsei resurselor financiare. În anul 2009 primăria orașului Ljubljana, condusă atunci de Zoran Janković, a lansat un concurs public de proiecte, care a fost câștigat de biroul de arhitectură ATELIERarhitekti. Proiectul, elaborat de profesorul Jurij Kobe și de colegii săi, Samo Mlakar și Rok Žnidaršič, prevedea o coborâre pe trepte pe Splaiul Petkovšek și două benzi marginale de sticlă și se îndepărta astfel de proiectul original, având un aspect modernist. Construcția actualului pod s-a desfășurat în perioada noiembrie 2009 - iulie 2010 și a costat 2,9 milioane de euro. Structura de oțel a podului a fost verificată de inginerul de construcții civile Tomaž Habič. Lucrările de construcție erau programate să se încheie pe 23 aprilie, dar au fost prelungite până în sezonul de vară. Inaugurarea solemnă a noului pod a avut loc la 10 iulie 2010 în prezența primarului Zoran Janković.
Noul pod are un aspect mai simplu decât cel proiectat de arhitectul Jože Plečnik în din anii 1930 ca parte a proiectului amenajării unei Axe Acvatice de-a lungul râului Ljubljanica. Structura de oțel este formată din trei grinzi curbate din oțel, susținută de 11 pile scufundate la o adâncime de 27 m. Lungimea podului este de 33 m și lățimea sa de 17,3 m. Pavimentul și scările de acces sunt realizate din tonalit de Pohorje. Podul are câteva trepte pe malul stâng (Splaiul Petkovšek), podele din trei straturi de sticlă securizată cu grosimea de 39 mm și protecție antiderapantă în părțile laterale și două balustrade cu cabluri de oțel și polițe largi în partea superioară. El a fost decorat cu lucrări de artă ale sculptorului Jakov Brdar. Funcția noului pod este de a crea o piață pe apă și seamănă, din acest punct de vedere, cu podul proiectat de Plečnik. Conducta principală de apă caldă și conducta de scurgere a canalizării de canalizare sunt amplasate sub pod. Tot dedesubt, pe malul drept al râului, se află un debarcader și o casă de bilete pentru călătoriile cu nave de agrement pe râul Ljubljanica.
La scurt timp după inaugurarea podului, cuplurile de îndrăgostiți au început să agațe lacăte pe cablurile sale de oțel, simbolizând declararea dragostei eterne, fenomen modern similar cu cel de pe podurile din alte orașe precum Pont des Arts din Paris.

## Sculpturi
Patru sculpturi mari din bronz, realizate pe parcursul a trei ani de sculptorul Jakov Brdar, au fost amplasate în anul 2010 pe Podul Măcelarilor din Ljubljana. Ele reprezintă figuri din mitologia greacă antică și iudeo-creștină:
- Adam și Eva, rușinați și alungați din Paradis, după ce au fost înșelați de Șarpe să guste din Pomul cunoașterii binelui și răului – cele două sculpturi sunt amplasate pe partea dinspre piață a podului (pe malul Chiril și Metodiu), iar personajele sunt reprezentate mergând în direcția Catedralei romano-catolice,
- Satirul speriat de șarpe – se află în mijlocul podului,
- Prometeu, care fuge spintecat (cu numai 24 de coaste) și fără cap, ca pedeapsă pentru că a adus cunoașterea (focului) omenirii – în partea stângă a treptelor de pe Splaiul Petkovšek

Există, de asemenea, mici sculpturi grotești de broaște și crustaceele pe partea superioară a balustradei podului.

## Siguranța podului
În timpul iernii au existat restricții cu privire la circulația pe panourile laterale din sticlă, deoarece pietonii alunecau adesea pe ele. Deoarece nu există în prezent alte soluții eficiente și estetice, iarna (mai ales când podul este umed din cauza ploii sau a zăpezii și temperatura exterioară este aproape de îngheț), porțiunea periculoasă a podului a fost îngrădită, iar acum este acoperit cu o căptușeală de cauciuc.
Panourile de sticlă nu sunt suficient de rezistente la vandalism, iar până în vara anului 2012 au trebuit să fie înlocuite patru panouri în urma unor distrugeri intenționate.

## Galerie

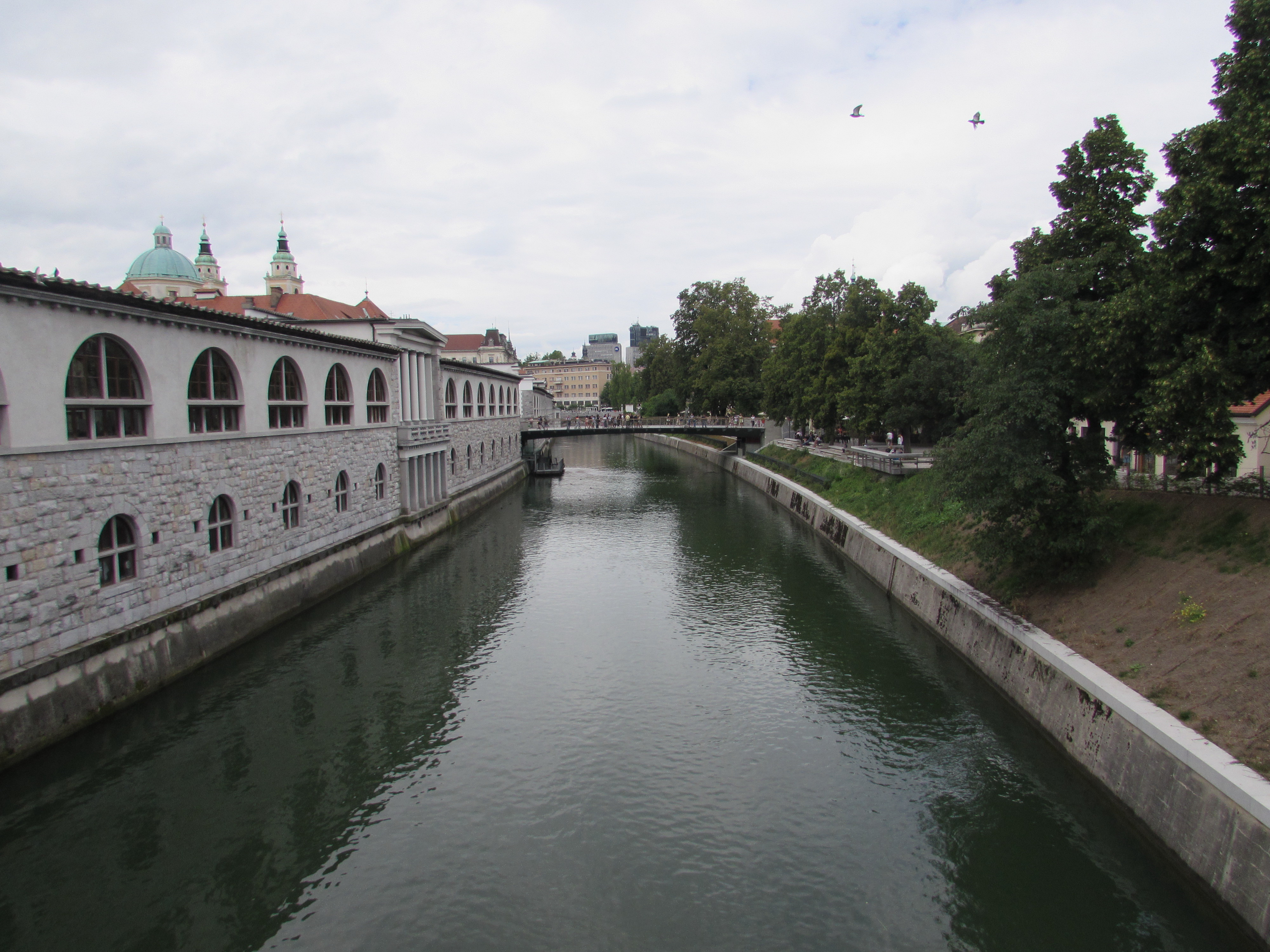
Podul Măcelarilor privit de pe Podul Dragonului
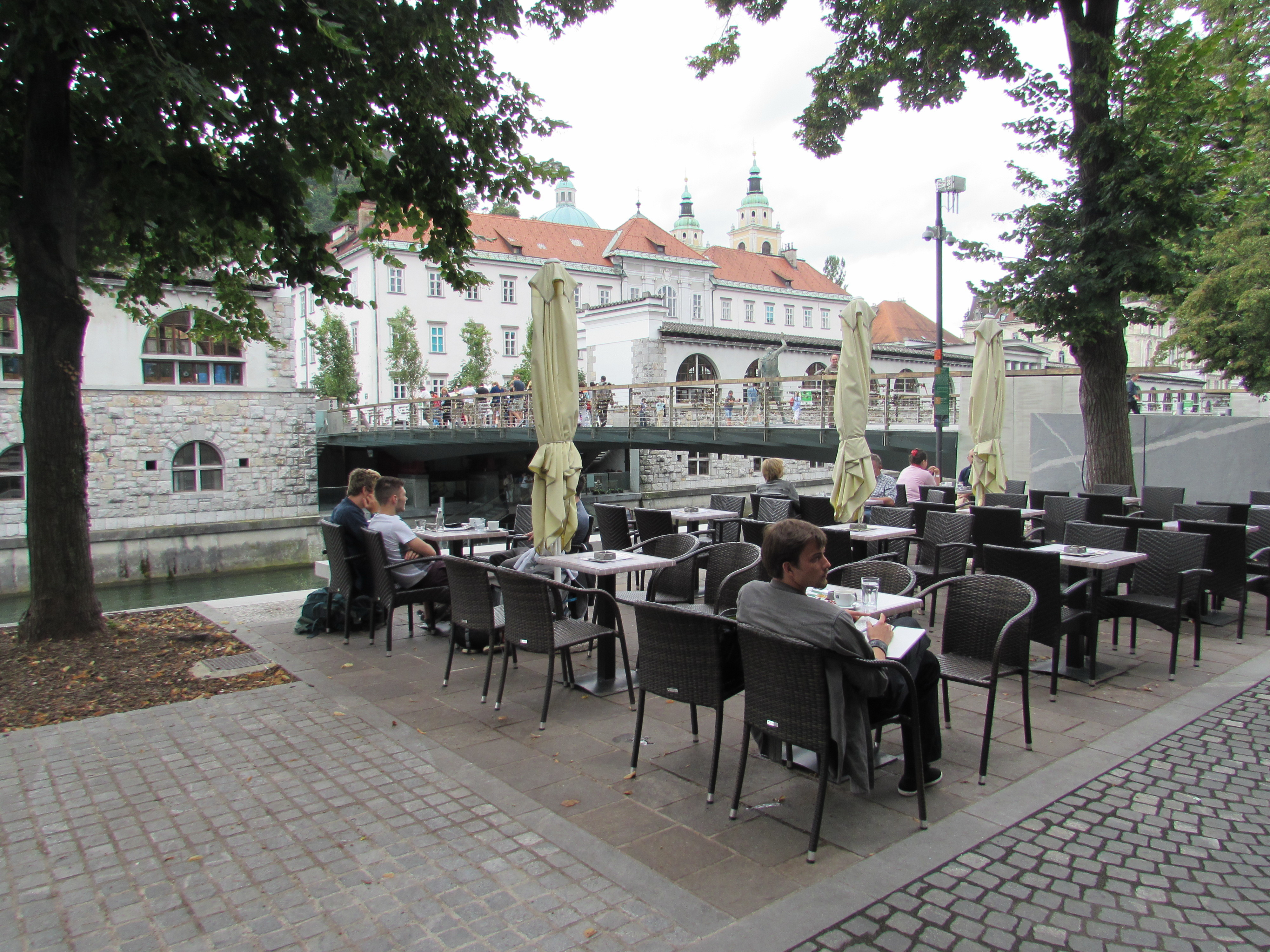
Podul Măcelarilor privit de pe malul stâng
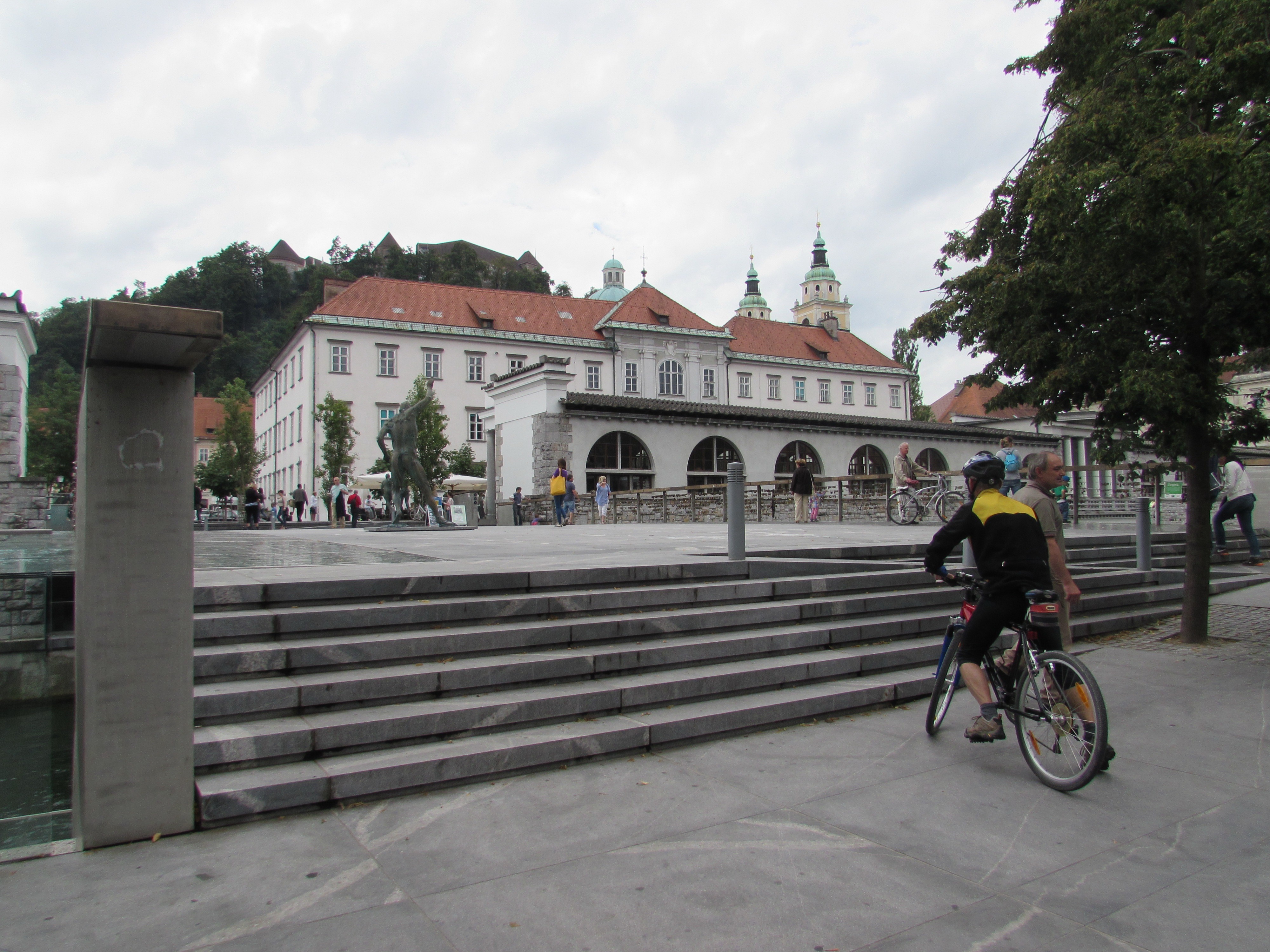
Treptele de pe malul stâng al râului
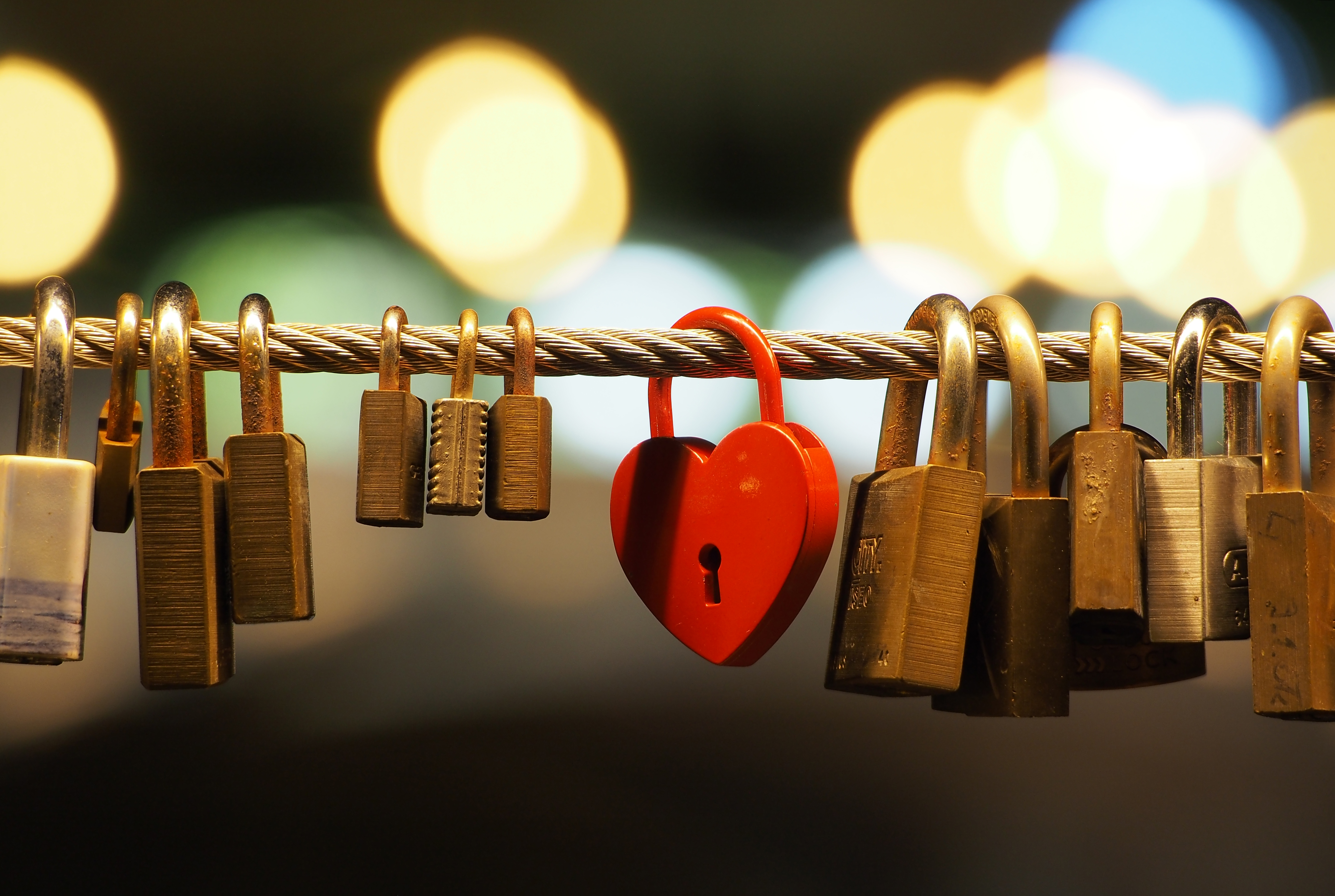
Lacăte agățate de îndrăgostiți
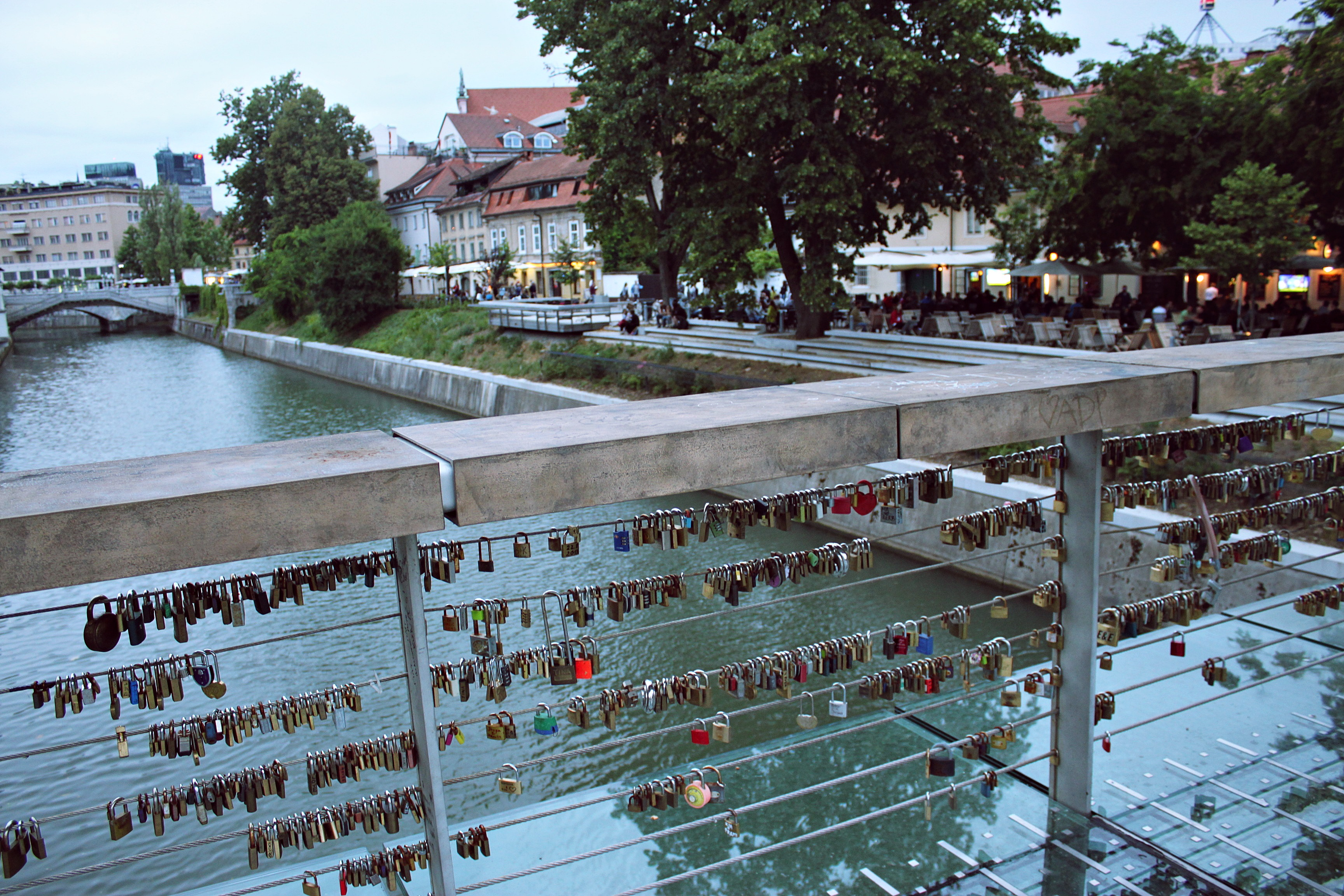
Balustradă cu lacăte
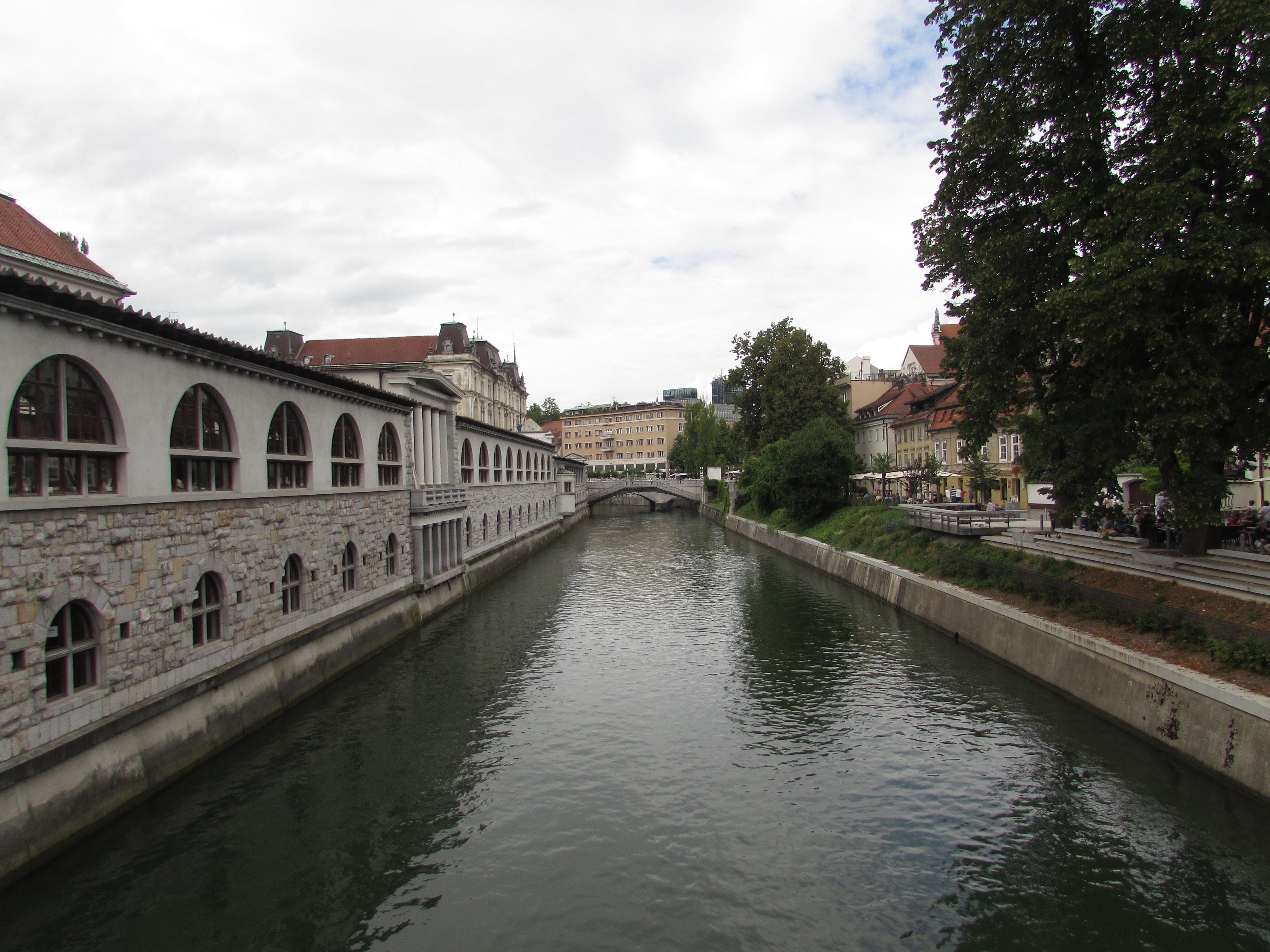
Râul Ljubljanica privit de pe Podul Măcelarilor în direcția Podului Triplu
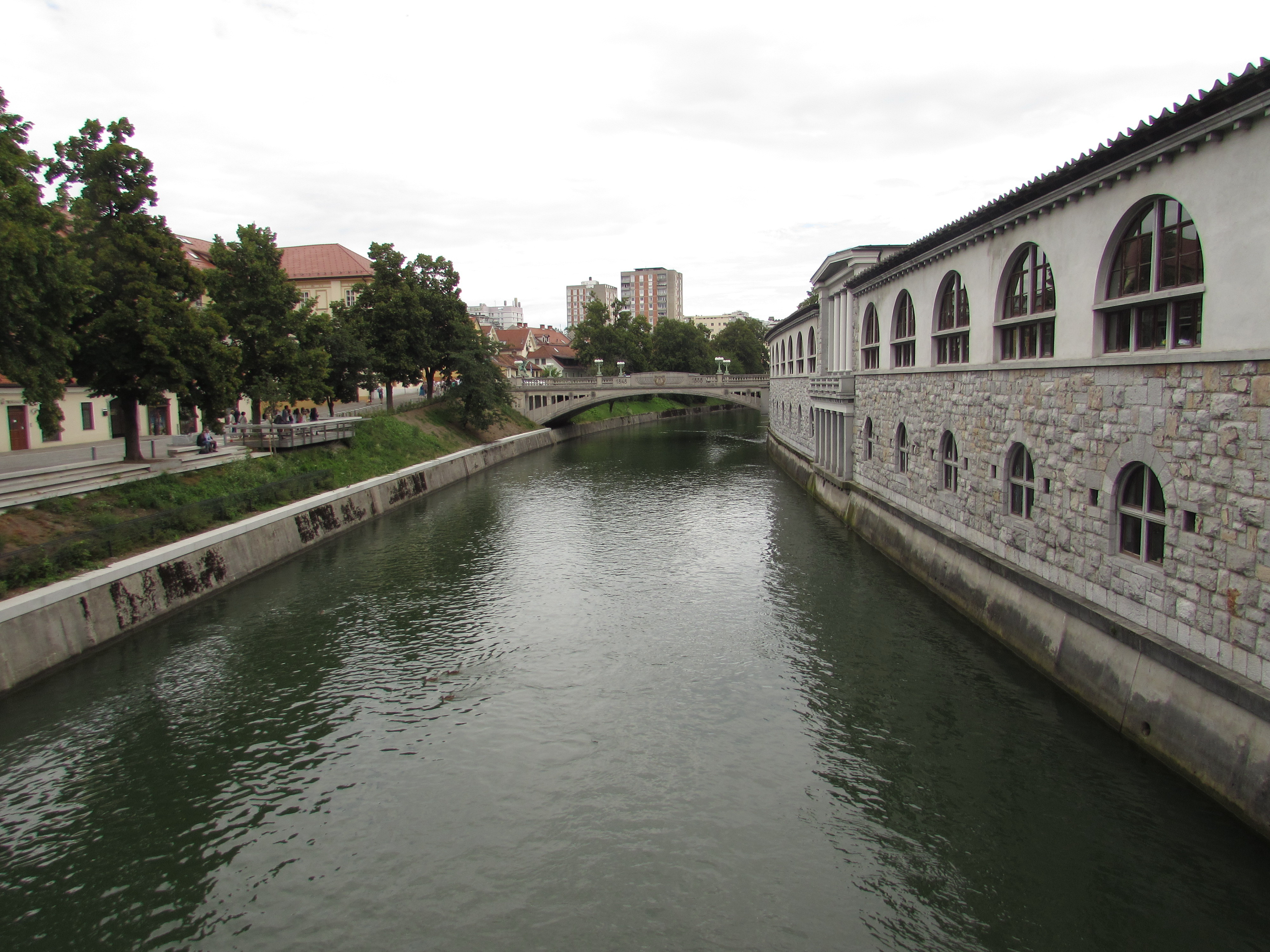
Râul Ljubljanica privit de pe Podul Măcelarilor în direcția Podului Dragonului